# Новосёлковский сельсовет (Петриковский район, Гомельская область)
Новосёлковский сельсовет — административная единица на территории Петриковского района Гомельской области Республики Беларусь. Административный центр — агрогородок Новосёлки.

## Состав
Новосёлковский сельсовет включает 12 населённых пунктов:
- Аносовичи — деревня
- Ванюжичи — деревня
- Грабники — деревня
- Забродье — деревня
- Клясов — деревня
- Млынок — деревня
- Новосёлки — агрогородок
- Новые Головчицы — деревня
- Проходы — деревня
- Рекорд — деревня
- Старые Головчицы — деревня
- Филиповичи — деревня

Упразднённые населённые пункты:
- Гурины — деревня